# Where the Wind Settles

Where the Wind Settles (chinois simplifié : 风中家族 ; chinois traditionnel : 風中家族 ; pinyin : Fēng Zhōng Jiāzú; litt. : La Famille dans le vent) est un film historique taïwanais de 2015 réalisé par Wang Toon. Couvrant les années 1949 à 2010, le film raconte la vie de plusieurs Chinois du continent qui se sont installés à Taïwan vers la fin de la guerre civile chinoise.

## Synopsis
Au cours de la dernière phase de la campagne de Huaihai (en) en 1949, le capitaine Sheng Peng, blessé, appartenant à l'armée de terre de la république de Chine , et ses subordonnés Huang Te-shun et Fan Chung-yueh battirent en retraite lorsqu'il devint évident que la bataille était irrémédiablement perdue. Alors qu'ils traversaient la campagne du nord du Jiangsu, ils rencontrèrent un garçon abandonné nommé "Chien Deux", qu'ils emportèrent avec eux. Ils rejoignirent les troupes nationalistes et embarquèrent ensuite sur un bateau à destination de Keelung, à Taiwan. À bord, ils furent la connaissance de Chiu Hsiang et de sa famille d'intellectuels.
À Taïwan, Sheng fut réformé pour sa blessure, tandis que Huang et Fan désertèrent pour le rejoindre. Le trio s'installa dans un appartement d'un village de garnison à Taipei, mais la police militaire arriva dans le village pour attraper les déserteurs comme Huang et Fan et les exécuter. Ils furent sauvés lorsque Sheng soudoya des employés du gouvernement pour obtenir des cartes d'identité. Ils commencèrent à travailler, et le garçon - qui s'appelait désormais Feng-hsien - entra à l'école. Sheng rencontra à nouveau Chiu Hsiang, qui proposa à Feng-hsien de lui donner des leçons de piano à son domicile. Grâce à ces leçons, Sheng et Chiu Hsiang se rapprochèrent, tout comme Feng-hsien et Chiu Mei, la petite sœur de Chiu Hsiang. 
Huang et Fan aimaient tous deux Lin Ah-yu, une Taïwanaise qui parlait à peine le mandarin. Malgré la barrière de la langue, Huang et Lin tombèrent amoureux et se marièrent. Fan, très malheureux, partit vivre dans les montagnes du sud. Des années plus tard, Huang mourut dans un incendie en essayant de sauver un enfant et Fan revint pour le pleurer.
Sheng, qui a laissé sa femme en Chine continentale pendant plus de dix ans, est maintenant secrètement amoureux de Chiu Hsiang. Chiu Hsiang annonce à Sheng qu'elle va se rendre aux États-Unis pour épouser Chang Ming-jui, une vieille connaissance. Ils échangèrent des cadeaux et, lorsqu'ils s'assirent pour parler à une autre occasion, Chiu Hsiang lui avoua son amour. Leur nouveau bonheur prit fin brusquement lorsque le père de Chiu fut arrêté par la police secrète pour cause de dissidence. Comme Chang Ming-jui avait de nombreux guanxi qui pouvaient assurer la sécurité de son père, Chiu Hsiang n'eut pas d'autre choix que de quitter Sheng.
Sheng eut le cœur brisé, et cela n'a échappa pas à Lin Ah-yu. Déjà veuve depuis quelques années mais partageant toujours le même logement (mais pas la même chambre) que lui, Lin aimait secrètement Sheng. Mais lorsqu'elle lui avoua son amour, il la rejeta. Elle déménagea dès le lendemain.
Dans les années 1970, Feng-hsien et Chiu Mei renouèrent leur amitié qui se transforma bientôt en amour. Sheng Peng rencontra Lin par hasard et l'invita au mariage de Feng-hsien et Chiu Mei. Au cours du mariage, elle rencontra également Chiu Hsiang, qui vivait désormais aux États-Unis. Sheng Peng mourut d'une crise cardiaque en 1987, l'année même où Taïwan met fin à sa Terreur blanche (et leva l'interdiction de voyager en Chine continentale). En 2010, Sheng Feng-hsien (Tao Chuan-cheng), déjà âgé, se rendit dans la ville natale de Sheng Peng dans le Shandong pour rencontrer le beau-frère de Sheng Peng. Il apprit que la femme de Sheng Peng, Ma Chiao-lin, et son bébé étaient morts moins d'un an après que Sheng Peng fut parti à Taiwan.

## Fiche technique
- Titre anglais : Where the Wind Settles
- Réalisateur : Wang Toon
- Scénaristes : Carol Li, Lin Chi-shiang, Wu Jing, Kuo Cheng (en)
- Compositeur : Peng Yen-kai
- Producteur : Renaissance Film
- Durée : 126 minutes
- Pays :  Taïwan
- Dates de sortie 
  -  Chine : 26 juin 2015
  -  Taïwan : 24 juillet 2015

## Distribution
- Tony Yang
- Jiang Ruijia (zh)
- Fan Kuang-yao (en)
- Ko Chia-yen (en)
- George Hu
- Mason Lee (en)
- Kuo Bea-ting (en)
- Amber Kuo